# Rondsporig wasbekertje
Het rondsporig wasbekertje (Orbilia euonymi) is een schimmel behorend tot de familie Orbiliaceae. Het komt voor in naaldbos en gemengd bos. Het leeft saprotroof op dood hout.

## Kenmerken
De asci hebben 32 sporen en meten 30–40 × 7–7,5  μm. Het is IKI negatief. De sporen hebben een rond sporelichaam dat door middel van een dun filum  aan  de  wand vastgehecht zit en meten 2,5–4,5 × 1,5–2 μm. Het excipulum en het hymenium worden bedekt met een kristalkorst waar alleen de asci die op springen staan doorheen breken. De parafysen zijn cilindrisch
Van deze soort zijn variëteiten bekend met 16-, 32-, 64- en 128-sporige asci. Verwisseling is mogelijk met Orbilia myriosphaera, maar deze heeft sporen van 4,2–5,5 × 2,7–3,2 µm en langere asci, en is bekend uit mediterrane streken.

## Verspreiding
In Nederland komt het uiterst zeldzaam voor.